# Xã Bauxite, Quận Saline, Arkansas
Xã Bauxite (tiếng Anh: Bauxite Township) là một xã thuộc quận Saline, tiểu bang Arkansas, Hoa Kỳ. Năm 2010, dân số của xã này là 31.981 người.